# Pierre de Nesson
Pour les articles homonymes, voir Nesson.
Pierre de Nesson est un poète français, né à Aigueperse en 1383 ou 1384, mort avant 1442. Il était officier de la cour de Jean Ier, duc de Bourbon.

## Biographie
Pierre de Nesson était le fils de Barthélemy de Nesson, châtelain d'Aigueperse pour le compte de Jean de Berry. Barthélemy, qui était fort riche, avait fait construire un nouveau clocher pour l'église Notre-Dame (appelé la tour des Nessons). Par sa puissance et sa morgue, il s'attira l'hostilité et la jalousie des habitants d'Aigueperse et faillit être assassiné en 1413 ; son hôtel fut pillé, mais il réussit à s'échapper. Pierre de Nesson avait un frère aîné, Jamet, valet de chambre et garde-deniers de Charles VI et père de la poétesse Jamette de Nesson.
Pierre de Nesson fit ses études à Paris, à la faculté des arts, puis à Orléans, à la faculté de droit. Il revint en 1414 à Aigueperse et se mit au service de Marie de Berry et de son époux le duc de Bourbon, Jean Ier. Il devint bailli d'Aigueperse. En 1436, le roi Charles VII l'envoya au concile de Bâle comme ambassadeur.
De son mariage avec Guillemette Dert, il a eu six garçons et deux filles.

## Œuvres

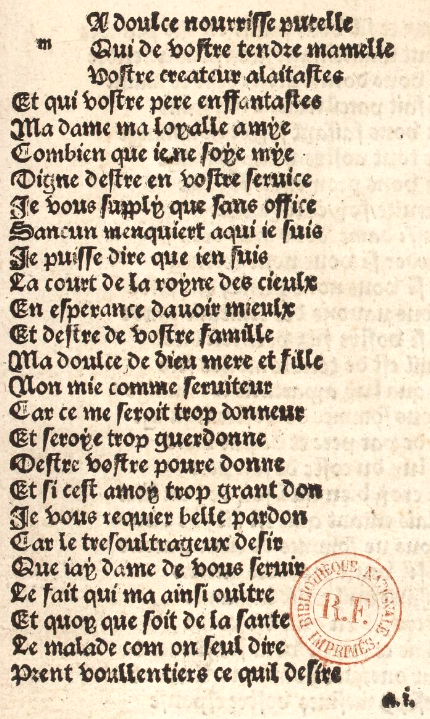
Pierre de Nesson ː L'Oraison à Notre-Dame faicte par Maistre Pierre de Nesson (imprimé par Robin Foucquet et Jean Crès, de Bréhan-Loudéac) en 1484-1485.

Son œuvre la plus fameuse, les Vigiles des Morts, ou Paraphrase des IX leçons de Job, commente le livre biblique en des vers pleins de bruit et de fureur. On lui doit aussi deux autres textes : L'hommage à la Vierge et un Lay de guerre (prônant la paix, en réponse au Lay de paix de son contemporain Alain Chartier).
Un extrait des Vigiles des Morts :
Et lors, quand tu trépasseras,
Dès le jour que mort tu seras,
Ton orde chair commencera
À rendre pugnaise pueur.
Que ne gouttes-tu de sueur
Quand tu penses que ce sera ?

## Hommages
Une petite rue d'Aigueperse porte son nom.

## Éditions modernes
- Pierre de Nesson et ses œuvres, A. Piaget et E. Droz éd., Paris, E. Droz, 1925 ; réédité en fac-similé par Slatkine, 1977.
- Les vigiles des morts, Alain Collet éd., Paris, H. Champion, 2002.  (ISBN 2745306456)